# Wielewo, Kętrzyński
Wielewo [vjɛˈlɛvɔ] (German Willkamm) là một ngôi làng thuộc khu hành chính của Gmina Barciany, thuộc huyện Kętrzyński, Warmińsko-Mazurskie, ở phía bắc Ba Lan, gần biên giới với tỉnh Kaliningrad của Nga. Nó nằm khoảng 11 kilômét (7 mi)  phía tây bắc Barciany, 25 km (16 mi) phía bắc Kętrzyn và 77 km (48 mi) về phía đông bắc của thủ đô khu vực Olsztyn.
Trước năm 1945, khu vực này là một phần của Đức (Đông Phổ).
Làng có dân số 59.

## Cư dân đáng chú ý
- Viktor von Pressentin von Rautter (1896-1918), phi công Thế chiến thứ nhất